# メーグナード・サーハー

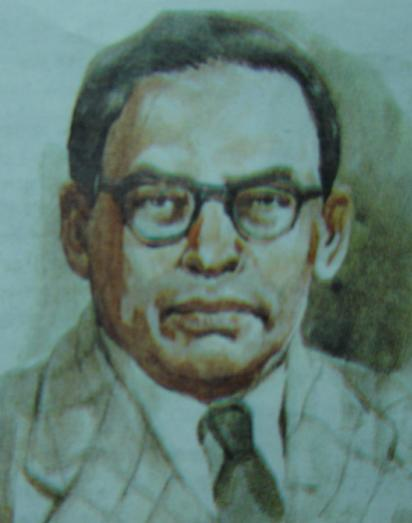
Meghnad Saha.

メーグナード・サーハー（मेघनाद साहा,Meghnad Saha、1893年10月6日 - 1956年2月16日）は、インドの物理学者である。サーハーの電離公式をみちびいた。
現在のバングラデシュのダッカの近郊に商人の息子として生れた。医者の家に住み込んで働きながら学校にかよった。1909年ダッカ大学に入学。後の物理学者サティエンドラ・ボースと成績を競い合った。その後カルカッタのプレジデンシー・カレッジ（Presidency College）でジャガディッシュ・チャンドラ・ボースなどの指導をうけた。1920年から2年間ヨーロッパに留学し、1923年から1938年までイラーハーバード大学（Allahabad University）の教授、その後カルカッタ大学（University of Calcutta）の教授になった。
1919年にサーハーの電離公式を提出した。1927年に王立協会フェロー選出。